# Masaki Eto
Masaki Eto (japonès: 江藤正基)  (Kagoshima, 26 de febrer de 1954) és un ex-lluitador japonès, especialista en la lluita grecoromana, que va competir durant la dècada de 1980.
El 1984 va prendre part en els Jocs Olímpics de Los Angeles, on guanyà la medalla de plata en la prova del pes gall del programa de lluita grecoromana. En el seu palmarès també destaca una medalla d'or al Campionat del món de lluita.